# Keith O'Brien
Pour les articles homonymes, voir O'Brien.
Keith Michael Patrick O'Brien, né le 17 mars 1938 à Ballycastle (Irlande du Nord) et mort le 19 mars 2018 à Newcastle upon Tyne au Royaume-Uni, est un cardinal britannique, archevêque d'Édimbourg de 1985 à 2013, qui a démissionné de sa charge après avoir révélé ses comportements sexuels offensants incompatibles avec la fonction ecclésiastique.

## Biographie

### Formation
Keith O'Brien a suivi des études scientifiques en chimie et en mathématiques à l'université d'Édimbourg avant d'entrer au séminaire.

### Prêtre
O'Brien est ordonné prêtre le 3 avril 1965 par l'archevêque Gordon Joseph Gray.
Il exerce son ministère sacerdotal en paroisse, mais aussi dans une école secondaire où il enseigne les mathématiques. Il est ensuite directeur spirituel puis recteur de collèges.

### Évêque
Nommé archevêque d'Édimbourg le 30 mai 1985, il est consacré le 5 août suivant par le cardinal Gordon Joseph Gray.
En 2001, il est élu président de la Conférence des évêques d'Écosse.

### Cardinal
Il est créé cardinal par Jean-Paul II lors du consistoire du 21 octobre 2003 avec le titre de cardinal-prêtre du Santi Gioacchino e Anna al Tuscolano.
Au sein de la curie romaine, il est membre du Conseil pontifical pour la pastorale des migrants et des personnes en déplacement et du Conseil pontifical pour les communications sociales.

#### Scandale sexuel et démission
Après avoir nié les « comportements indécents » dénoncés par trois prêtres et un ancien séminariste, il est contraint par le pape Benoît XVI à la démission après la publication de l'affaire dans The Observer le 23 février 2013, peu avant son 75e anniversaire. 
Le 25 février 2013, il annonce avoir décidé de ne pas prendre part au conclave de mars à la suite de sa démission, arguant qu'il « ne souhaite pas que les médias se focalisent sur [lui] à Rome, mais plutôt sur le pape Benoît XVI et son successeur »,. 
Le 3 mars 2013, il finit par reconnaître que son « comportement sexuel a été parfois en deçà des standards qu'on attendait d'un prêtre, d'un archevêque et d'un cardinal ». Il présente ses excuses et demande pardon à « ceux qu'il a offensés ».
Le 8 mars 2013, son motif d'absence au conclave est formellement accepté lors de la septième congrégation générale des cardinaux. Le conclave des 12 et 13 mars 2013 se déroule donc sans le cardinal Keith O'Brien.
Deux ans plus tard, le 20 mars 2015, le pape François accepte « au terme d'un long parcours de prière », sa renonciation « à ses droits et prérogatives cardinalices ». En conséquence, il ne pourra plus être convoqué à Rome en cas de consistoire ou de conclave, n'est plus membre d'aucun dicastère romain et ne peut plus conseiller le pape, mais garde, formellement, le titre de cardinal.
Il meurt le 19 mars 2018 à Newcastle upon Tyne, deux jours après son 80e anniversaire.

## Prises de position

### Promotion d'une taxe sur les transactions financières
Le 29 avril 2012, le cardinal O'Brien s'exprime en faveur d'une taxe sur les transactions financières à l'occasion d'une campagne du Scottish Catholic International Aid Fund. Cette association défend avec d'autres, une proposition, dite taxe Tobin, ou taxe Robin des Bois, de lever une taxe de 0.05 % sur les transactions financières.
Accusant le Premier ministre David Cameron de se borner à protéger les très riches, Keith O'Brien évoque l'obligation morale de venir en aide aux pauvres. Il appelle notamment à prendre en compte les nouvelles formes de pauvreté induites par la crise.

## Succession apostolique
Keith O'Brien a ordonné les évêques suivants :
- Évêque Kevin Lawrence Rafferty (1990)
- Évêque Ian Murray (en) (1999)
- Évêque John Cunningham (en) (2004)
- Évêque Joseph Toal (en) (2008)
- Évêque Malachy John Goltok (de) (2011)
- Évêque Hugh (Edward) Gilbert, O.S.B. (2011)
- Évêque Stephen Robson (en) (2012)

### Source
- « Les aveux du cardinal Keith O'Brien », Le Point,‎ 3 mars 2013 (lire en ligne, consulté le 1er mars 2024)